# Direktorijski sistem
Direktorijski sistem, pogosto imenovan tudi direktorij ali direktorska republika, je država, v kateri vlada kolegij več ljudi, ki skupaj izvajajo pristojnosti vodje države in/ali predsednika vlade.
V politični zgodovini se izraz direktorij, v francoskem directoire, uporablja za visoke kolegialne državne ustanove, ki jih sestavljajo člani, tako imenovani direktorji. Najpomembnejši med njimi je bil francoski direktorij med letoma 1795 in 1799. Sistem se je zgledoval po ustavi Pennsylvanije iz leta 1776, ki je na vidnem mestu vsebovala kolegialni 12-članski vrhovni izvršni svet s prvim predsednikom med pares. Različice te oblike vladanja po francoskem modelu so bile vzpostavljene tudi v evropskih regijah, ki jih je Francija osvojila med francoskimi revolucionarnimi vojnami.
V preteklosti so Urugvaju, Jugoslaviji (po letu 1974), Ukrajini (1918)  in drugim državam vladali v sistemu direktorija. Tudi Vlado Sovjetske zveze bi lahko na nek način označili kot direktorij, vendar se je razvila po precej drugačnem vzorcu.
Edina država, ki zdaj uporablja to obliko upravljanja, je Švica (in v manjši meri San Marino), kjer direktorji upravljajo vse ravni uprave, - zvezne, kantonalne in občinske. Švicarski zvezni svet izvoli parlament za štiri leta (njegovih članov ni mogoče razrešiti) in ga sestavlja sedem članov, med katerimi je eden predsednik in eden podpredsednik po principu rotacije, čeprav so ti položaji običajno simbolični. To je skupni sistem vlade, ki odraža in predstavlja heterogenost in večetničnost Švicarjev. Na lokalni ravni se uporabljajo neposredne ljudske volitve.

## Definicija
Direktorijski sistem je sistem vlade, v katerem je izvršilna oblast razdeljena na izbrano število posameznikov, ki so, ali de facto, enaki. Pogosto se opredeljuje, da so diarhije, kot je Andora, direktorijske, saj ima izvršilno oblast vodi več kot ena oseba. Izraelski parlamentarni sistem, kodificirana, poenostavljena različica Westminsterskega sistema, po katerem je izvršilna oblast neposredno dodeljena veččlanskemu kabinetu (v nasprotju s tem, da predsednik deluje po nasvetu kabineta, kot v običajnem Westminsterskem sistemu) je mogoče razumeti kot poldirektorsko.

## Primeri

### Trenutni
- Švica: Zvezni svet in enakovredni izvršilni organi vsakega kantona
- San Marino: Kapitan Regent

### Nekdanji
- Pensilvanija
- SFR Jugoslavija
- Urugvajski nacionalni vladni svet
- Ukrajinska ljudska republika
- Francoski imenik
- Sovjetska zveza
- Konfederacija Nove Anglije